# Avatamsaka Sutra

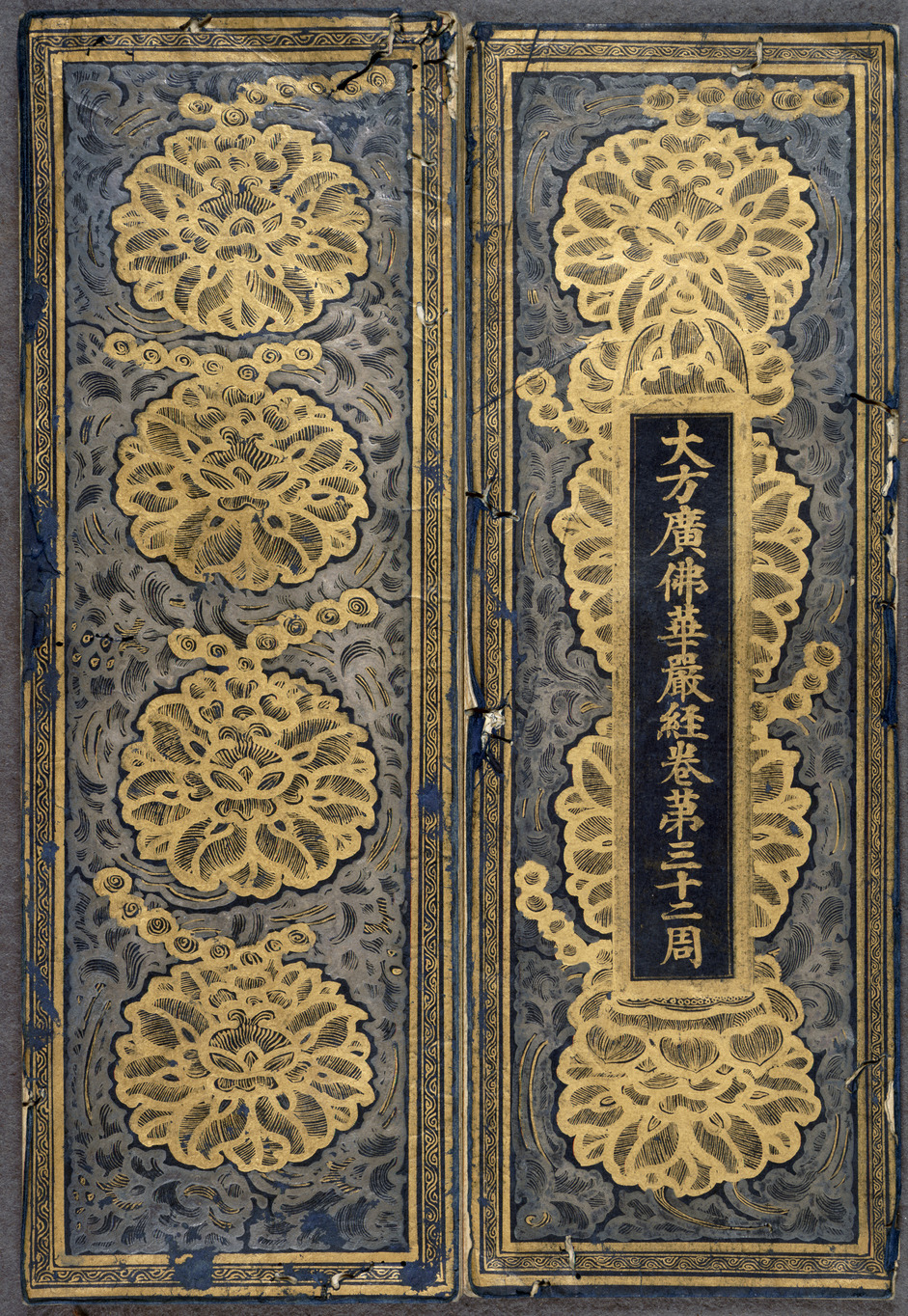
Capas de um capítulo de sutra em pigmento dourado coreano. Papel tingido com índigo, com fileiras de flores douradas e um cartucho de título, c. 1400.

O Avataṃsaka Sūtra (IAST, em sânscrito:  आवतंसक सूत्र); ou o Mahāvaipulya Buddhāvataṃsaka Sūtra (em sânscrito:  महावैपुल्य बुद्धावतंसक सूत्र), é um dos sutras maaianas mais influentes do budismo do Leste Asiático. O título é traduzido como Sutra da Guirlanda de Flores, Sutra do Ornamento Floral ou Escritura do Esplendor da Flor. Foi chamado pelo tradutor Thomas Cleary de "a mais grandiosa, a mais abrangente e a mais bela das escrituras budistas".
O Avataṃsaka Sūtra descreve um cosmos de reinos sobre reinos infinitos, mutuamente contendo um ao outro. Este sutra foi especialmente influente no budismo do Leste Asiático. A visão expressa neste trabalho foi a base para a criação da escola Huayan do budismo chinês, que se caracterizou por uma filosofia de interpenetração. A escola Huayan é conhecida como Hwaeom na Coreia e Kegon no Japão . O sutra também é influente no budismo Chan.

## Título
- Sânscrito: Mahāvaipulya Buddhāvataṃsaka Sūtra "O Grande Sutra Vaipulya da Guirlanda de Flores do Buda." Vaipulya ("extenso") refere-se a sūtras chaves grandes e inclusivos.[4] "Guirlanda de flores/grinalda/adorno" refere-se a uma manifestação da beleza das virtudes de Buda[5] ou sua glória inspiradora.[nota 1]
- Chinês: Dàfānggugung Fóhuāyán Jīng Chinese: 大方廣佛華嚴經, comumente conhecido como o Huāyán Jīng (華嚴經), que significa "Sutra (Esplêndido e Solene) Adornado com Flores." Vaipulya aqui é traduzido como "corretivo e expansivo", fānggungng (方廣).[8] Huā (華) significa de uma vez "flor"(arcaico, ou seja, 花) e "magnificência". Yán (嚴), abreviação de zhuàngyán (莊嚴), significa "decorar (para que seja solene, digno)."
- Japonês: Daihōkō Butsu-kegon Kyō (大方広仏華厳経), geralmente conhecido como Kegon Kyō (華厳経). Este título é idêntico ao chinês acima, apenas em caracteres Shinjitai.
- em coreano:  대방광불화엄경 Daebanggwang Bulhwaeom Gyeong ou Hwaeom Gyeong (화엄경), a pronúncia sino-coreana pronúncia do nome chinês.
- em vietnamita:  Đại phương quảng Phật hoa nghiêm kinh, encurtado a Hoa nghiêm kinh, a pronúncia sino-vietnamita do nome chinês.
- em tibetano: མདོ་ཕལ་པོ་ཆེ།; Wylie: mdo phal po che

De acordo com um Manuscrito de Dunhuang, este texto também era conhecido como o Bodhisattvapiṭaka Buddhāvataṃsaka Sūtra.

## História
O Avataṃsaka Sūtra foi escrito em etapas, começando a partir de pelo menos 500 anos após a morte do Buda. Uma fonte afirma que é "um texto muito longo composto por uma série de escrituras originalmente independentes de proveniência diversa, todas combinadas, provavelmente na Ásia Central, no final do terceiro ou quarto século EC." Estudiosos japoneses como Akira Hirakawa e Otake Susumu, entretanto, argumentam que o original em sânscrito foi compilado na Índia a partir de sutras já em circulação que também tinham o nome de "Buddhavatamsaka".
Duas traduções completas em chinês do Avataṃsaka Sūtra foram feitas. A tradução fragmentária provavelmente começou no século II, e o famoso Sutra dos Dez Estágios, muitas vezes tratado como uma escritura individual, foi traduzido pela primeira vez no século III. A primeira versão completa em chinês foi traduzida por Buddhabhadra por volta do ano 420 em 60 pergaminhos com 34 capítulos, e o segundo por Śikṣānanda cerca de 699 em 80 pergaminhos com 40 capítulos. Há também uma tradução da seção Gaṇavavyūha por Prajñā por volta de 798. A segunda tradução inclui mais sutras do que a primeira, e a tradução tibetana, que ainda é posterior, inclui muitas diferenças com a versão de 80 pergaminhos. Os estudiosos concluem que os sutras foram sendo adicionados à coleção. A única versão tibetana existente foi traduzida do sânscrito original por Jinamitra et al. no final do século IX.
Segundo Paramārtha, um monge do século VI de Ujjain na Índia central, o Avatassaka Sūtra também é chamado de "Bodhisattva Piṭaka." Em sua tradução do Mahāyānasagragrahabhāṣya, há uma referência ao Bodhisattva Piṭaka, que Paramārtha observa é o mesmo que o Avatassaka Sūtra em 100.000 linhas. A identificação do Avatassaka Sūtra como um "Bodhisattva Piṭaka" também foi registrada no cólofon de um manuscrito chinês nas Grutas de Mogao: "Explicação dos Dez Estágios, intitulada Criador da Sabedoria de um Ser Onisciente em Graus, um capítulo do sūtra mahāyāna Bodhisattvapiṭaka Buddhāvataṃsaka, terminou."

## Visão geral

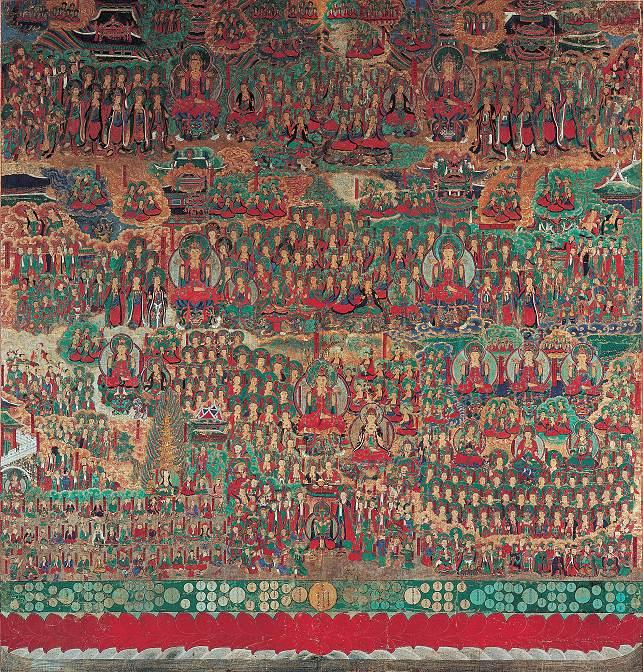
Ilustração do Avatamsaka Sutra no Songgwangsa em Suncheon, Coreia. Dinastia Joseon, 1644.

O sutra, entre os sutras budistas mais longos, é uma compilação de textos díspares sobre vários tópicos, como o caminho bodisatva, a interpenetração de fenômenos (darmas), a onipresença da Budeidade, os poderes milagrosos dos Budas e bodisattvas, os poderes visionários da meditação e a igualdade das coisas em vacuidade.
Segundar Paul Demiéville, a coleção Avatamsaka é "caracterizada por imagens visionárias transbordantes, que multiplicam tudo ao infinito, por um tipo de monadologia que ensina a interpenetração do um todo e dos muitos particularizados, do Espírito e da matéria" e pela "noção de um progresso gradual em direção à libertação através de estágios sucessivos e uma preferência obsessiva por imagens de luz e brilho". Da mesma forma, Alan Fox descreveu a visão de mundo do sutra como "fractal", "holográfica" e "psicodélica".
A visão leste asiática do texto é que ele expressa o universo visto por um Buda (o Dharmadhatu), que vê todos os fenômenos como vazios e, portanto, infinitamente interpenetrantes, do ponto de vista de iluminação. Esta interpenetração é descrita no Avatamsaka como a percepção "de que os campos cheios de assembleias, os seres e éons que são tantos quanto todas as partículas de poeira, estão todos presentes em cada partícula de poeira." Assim, a visão da realidade de um Buda também é considerada "inconcebível; nenhum ser senciente pode compreendê-la".

Paul Williams observa que o sutra fala de ambas doutrinas Iogachara e Madhyamaka, afirmando que todas as coisas estão vazias de existência inerente e também de uma "pura senciência ou consciência imaculada (amala-citta) como base de todos os fenômenos". O Avatamsaka sutra também destaca o poder visionário e místico de alcançar a sabedoria espiritual que vê a natureza do mundo:
"Ação sem fim surge da mente; da ação surge o mundo multifacetado. Tendo entendido que a verdadeira natureza do mundo é a mente, você exibe corpos próprios seus em harmonia com o mundo. Tendo percebido que este mundo é como um sonho, e que todos os Budas são como meras reflexões, que todos os princípios [dharma] são como um eco, você se move desimpedido no mundo (Tradução in Gomez, 1967: lxxxi)"
Como resultado de seu poder meditativo, os Budas têm a capacidade mágica de criar e manifestar formas infinitas, e fazem isso de muitas maneiras hábeis, a partir da grande compaixão por todos os seres.
"Em todos os átomos de todas as terras
Buda entra, todo e cada um,
Produzindo exibições milagrosas para seres sencientes:
Esse é o caminho do Vairocana....
As técnicas dos Budas são inconcebíveis,
Todos aparecem de acordo com a mente dos seres....
Em cada átomo os Budas de todos os tempos
Aparecem, de acordo com inclinações;
Enquanto sua natureza essencial não vem nem vai,
Por seu poder de voto, eles permeiam os mundos."

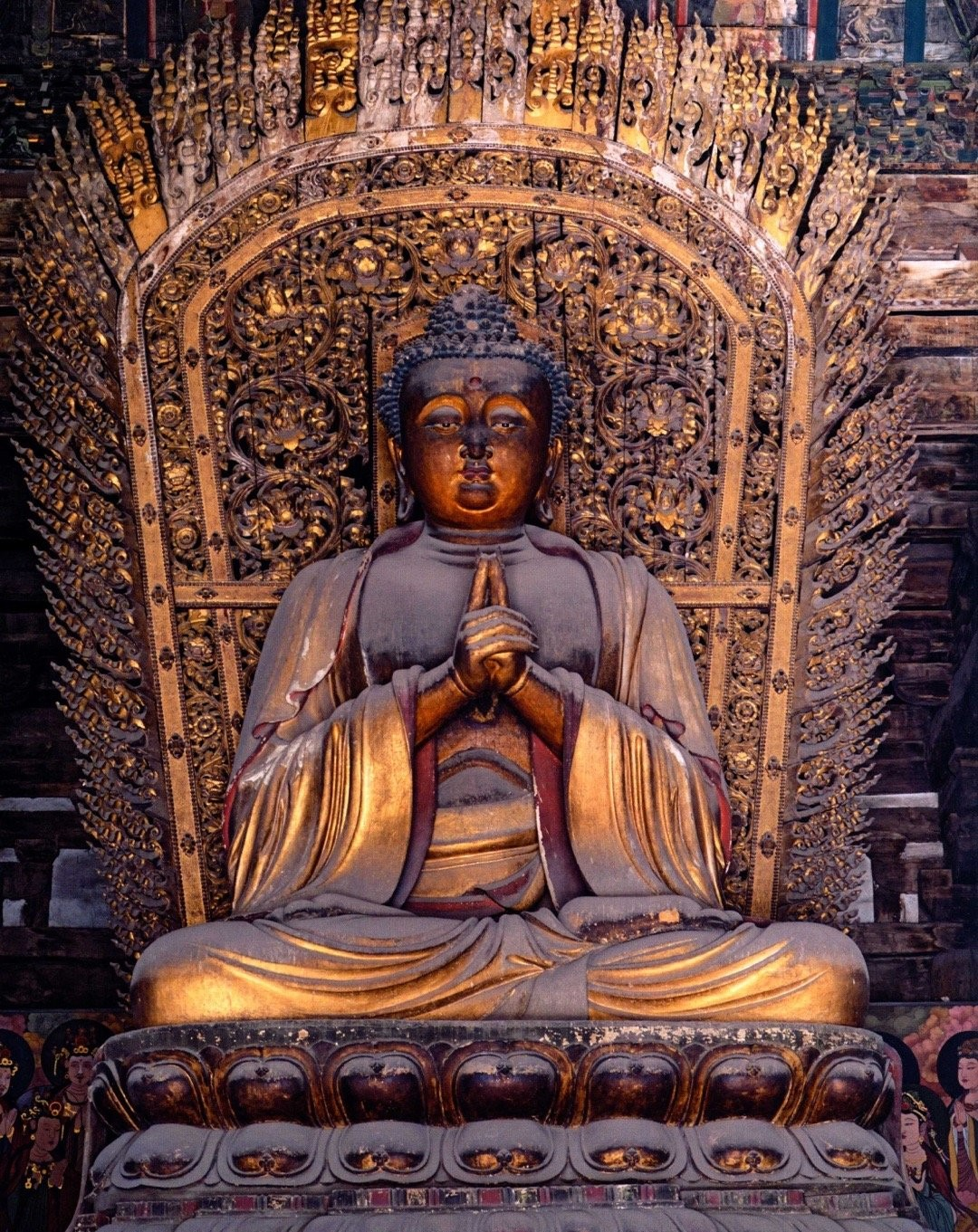
Estátua de Vairocana (大日,, Dàrì Rúlái) da Dinastia Jin (1115-1234), Templo Shanhua, Datong, Shanxi, China.

O objetivo desses ensinamentos é levar todos os seres através dos dez níveis de bodisatva ao objetivo de Budeidade (o que é feito pelo bem de todos os outros seres). Esses estágios de realização espiritual também são amplamente discutidos em várias partes do sutra (livro 15, livro 26).

O sutra também inclui numerosos Budas e suas Terras de Buda que são considerados infinitos, representando uma vasta visão cósmica da realidade, embora se concentre em uma figura mais importante, o Buda Vairocana (grande radiância). Vairocana é um ser cósmico que é a fonte de luz e iluminação do 'universo Lótus', que é dito conter todos os sistemas do mundo. De acordo com Paul Williams, O Buda "é dito ou implícito em vários lugares neste vasto e heterogêneo sutra como sendo o próprio universo, sendo o mesmo que 'ausência de existência intrínseca' ou vacuidade, e sendo a consciência onisciente onipresente do Buda." O próprio corpo de Vairocana também é visto como um reflexo de todo o universo:
"O corpo de Buda é inconcebível. Em seu corpo estão todos os tipos de terras de seres sencientes. Mesmo em um único poro existem inúmeros oceanos vastos."
Além disso, para o Avatamsaka, o Buda histórico Sakyamuni é simplesmente uma emanação mágica do Buda cósmico Vairocana.

## Visão geral dos capítulos

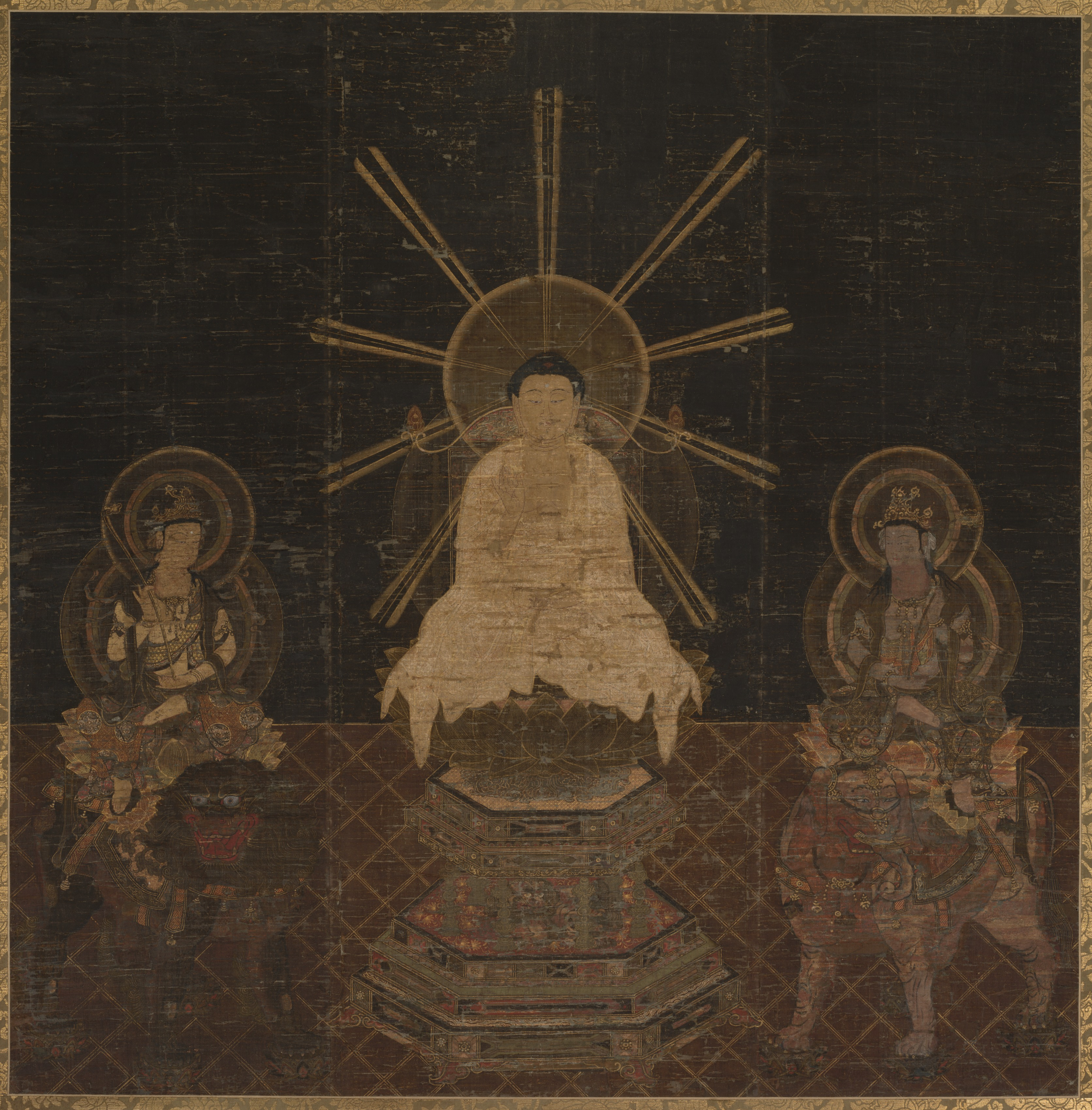
Buda Shakyamuni com a presença de Manjushri (esquerda) e Samantabhadra (direita), Japão, período Kamakura.

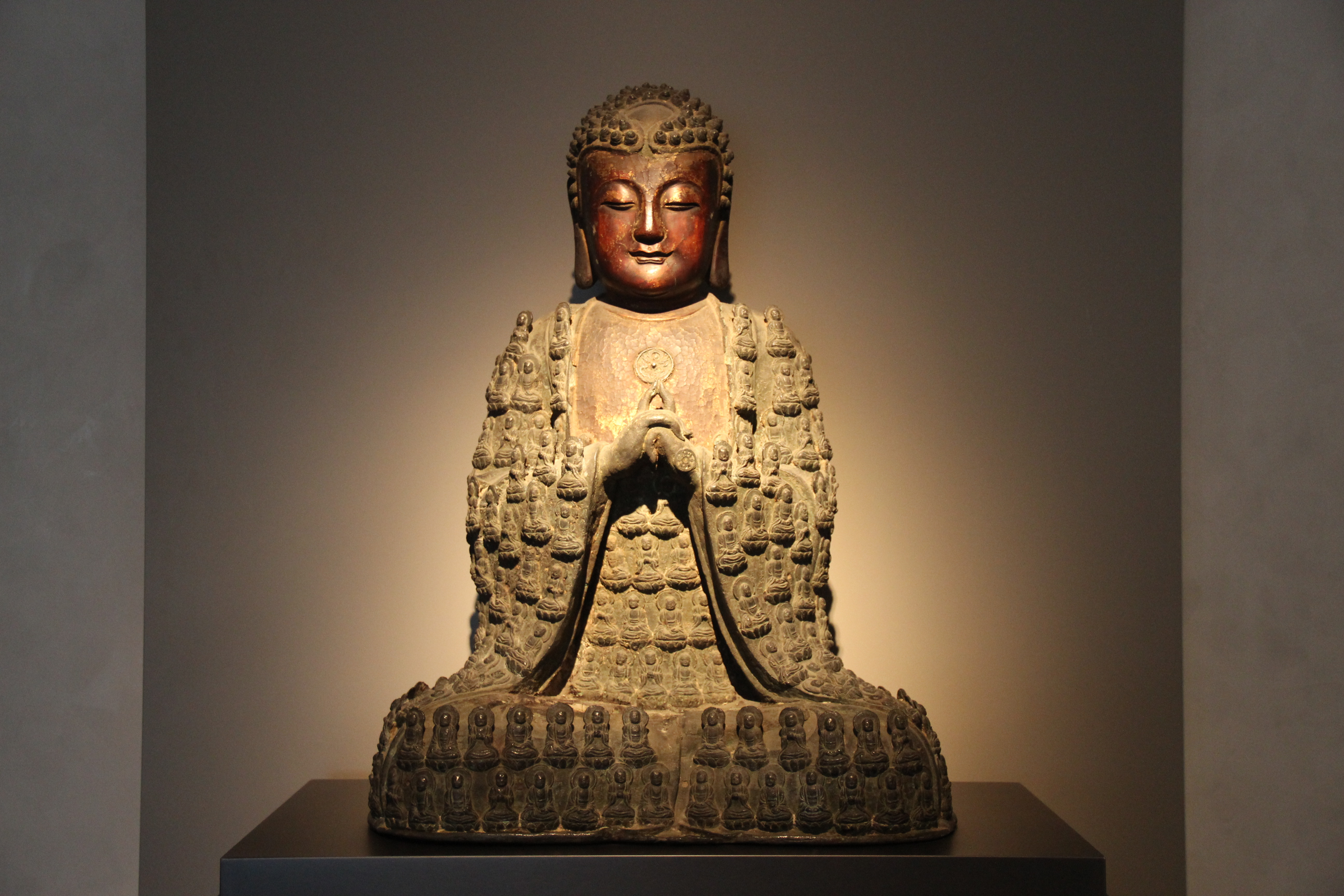
Um bronze do Buda Universal Vairocana, com um corpo composto por numerosas emanações de bodisatva.

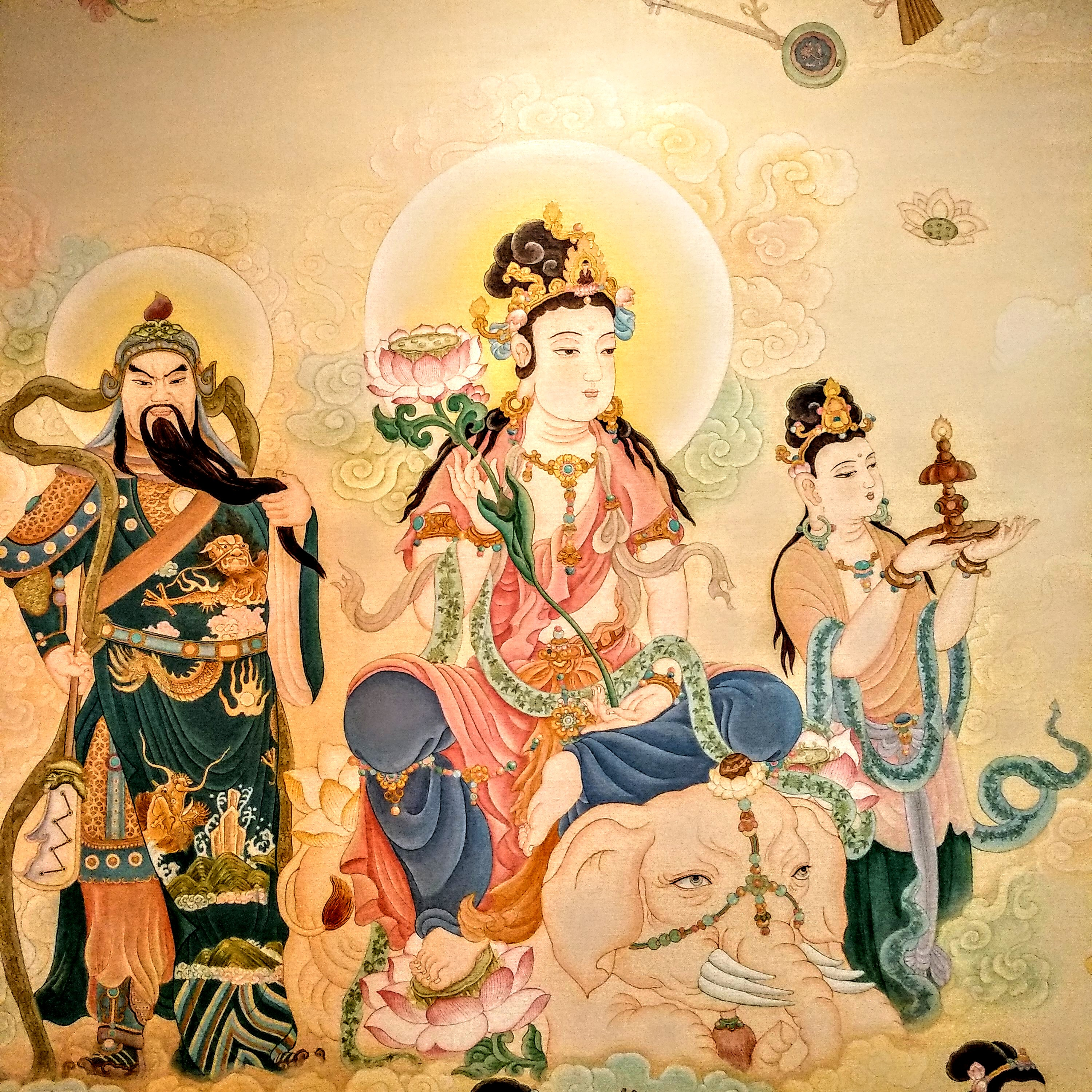
Uma pintura do bodisatva Samantabhadra

Luis Gomez observa que há uma ordem subjacente à coleção. Os discursos na versão sutra com 39 capítulos ou livros são entregues a oito públicos diferentes ou "assembleias" em sete locais, como Bodh Gaya e o Céu Tusita. Cada "assembleia" inclui vários locais, tópicos doutrinários e personagens. As principais "assembleias" em que a coleção é tradicionalmente dividida são:

### No Bodhimaṇaa (Livros 1-5)
Nesta assembleia no Bodhimaṇaa (a sede do despertar sob a árvore bodhi), o bodisatva Samantabhadra e o Buda discutem a natureza da realidade e como Vairocana Buda é onipresente em todo o dharmadhātu.

### O Salão da Luz Universal (Livros 6-12)
O bodisatva Mañjuśrī pergunta ao Buda sobre as várias maneiras pelas quais as Quatro Nobres Verdades (que são a base de toda a prática bodisatva) são ensinadas. O bodisatva Bhadramukha também ensina O Caminho do Bodisatva.

### Palácio de Indra (Livros 13-18)
O Buda ensina no Céu Trayastrimsa no Palácio de Indra. Dharmamati ensina como o caminho do bodhisattva progride em dez moradas ou viharas. 

### Palácio de Yama (Livros 19-22)
O Buda ensina como o mundo é uma criação mental e fornece o famoso símile do mundo sendo como uma pintura e a mente sendo o pintor. O bodisatva Gunavana ensina as dez práticas (carya) de bodisatvas e os dez tesouros inesgotáveis.
"Naquela época, o Mundialmente Honrado, sem deixar o pé das árvores da iluminação e os picos das montanhas polares, dirigiu-se ao salão adornado de joias do palácio do céu Suyama. O rei do céu Suyama, vendo de longe o Buda chegando, produziu por poderes mágicos um trono de leão em pedestal de lótus de joias em seu palácio, com um milhão de camadas de decorações, envolto em um milhão de redes douradas, coberto com um milhão de cortinas de flores, um milhão de cortinas de guirlandas, um milhão de cortinas de perfumes e um milhão de cortinas de joias, cercadas por um milhão de copas cada de flores, guirlandas, perfumes e joias; um milhão de luzes o iluminavam. Um milhão de reis celestiais do céu Suyama se curvaram em respeito, um milhão de reis Brahma dançaram de alegria, um milhão de seres iluminados cantaram louvores. Um milhão de sinfonias celestiais cada uma tocou um milhão de tons de verdade, continuando interminavelmente; um milhão de nuvens de várias flores, um milhão de nuvens de várias guirlandas, um milhão de nuvens de vários ornamentos e um milhão de nuvens de vários mantos cobriam ao todo redor; um milhão de nuvens de várias joias que satisfaziam desejos brilhavam com luz. O trono nasceu de um milhão de tipos de raízes de bondade, protegido por um milhão de Budas, aumentado por um milhão de tipos de virtudes, dignificado e purificado por um milhão de tipos de fé e um milhão de tipos de votos, produzidos por um milhão de tipos de ação, estabelecido por um milhão de tipos de verdades, conjurado por um milhão de tipos de poderes espirituais, sempre produzindo um milhão de tipos de sons revelando todas as verdades."

### Céu Tusita (Livros 23-25)
Vajradhvaja ensina as maneiras que os bodisatvas dedicam e transferem seu mérito.
"com a mente desapegada, ilimitada e liberada, cultivar a prática do Bem Universal e alcançar todos os poderes espirituais dos seres iluminados―poderes espirituais de força ilimitadamente grande, poderes espirituais de conhecimento independente imensurável, poder espiritual para aparecer em todas as terras búdicas sem se mover fisicamente, poder espiritual de liberdade irrestrita e ininterrupta, poder espiritual para concentrar todas as terras búdicas em um só lugar, poder espiritual para permear todos as terras búdicas com um corpo, poder espiritual de perambulação desimpedida e liberta, poder espiritual de liberdade instantânea sem fazer nada, poder espiritual permanecendo na ausência de essência e não-dependência, e poder espiritual para estabelecer progressivamente mundos incontáveis em um único poro, viajando para todos os locais de iluminação dos Budas em todo o cosmos para ensinar os seres sencientes e fazer com que todos eles entrem pela porta do grande conhecimento; com a mente desapegada, ilimitada e liberada, entrar na porta do Bem Universal, produzir as práticas dos seres iluminados, e com conhecimento independente entrar em inúmeras terras búdicas em um único instante, conter imensuráveis terras búdicas em um corpo, obter o conhecimento de como purificar as terras búdicas e sempre observar as terras búdicas ilimitadas com conhecimento e sabedoria, nunca desenvolvendo a mentalidade da salvação individual; com a mente desapegada, ilimitada e liberada, cultivar as práticas dos meios convenientes do Bem Universal, entrar no reino da sabedoria, nascer na casa dos iluminados, permanecer no caminho dos seres iluminados, cumprir infinitas aspirações supremas, cumprir infinitos votos sem cessar, e conhecer todos os reinos da realidade em todos os tempos; com a mente desapegada, ilimitada, liberada, realizar o puro ensinamento do Bem Universal, capaz de conter os inumeráveis mundos do cosmos em todo o espaço num ponto tão grande quanto a ponta de um cabelo, causando com que tudo seja visto claramente, com o mesmo aplicando-se a todos os pontos do espaço do cosmos; com a mente desapegada, ilimitada e liberada, realizar as técnicas mentais profundas do Bem Universal, capaz em um único momento mental de manifestar os estados mentais de um ser senciente por incontáveis éons, e da mesma forma manifestar os estados mentais de todos os seres sencientes por incontáveis éons"

### Céu Paranirmitavasavartin (Livro 26)
Este é o Sutra dos Dez Estágios (Daśabhūmika sutra), que se concentra nos dez bhūmis (níveis ou estágios) do caminho do bodhisattva.

### O Salão da Luz Universal parte 2 (livros 27-38)
O Buda retorna ao salão da luz universal e Samantabhadra ensina os dez samadhis, poderes supernormais e dez tipos de paciência (kshanti). Vários outros ensinamentos sobre o caminho do bodhisattva são dados, que recapitulam os temas abordados nos livros anteriores. A incomensurabilidade do Estado de Buda é discutida e diz-se que Samantabhadra incorpora todas as atividades da Budeidade onipresente.
"Então, pelo poder espiritual do Buda, bem como pela lei natural, em cada uma das dez direções, tantos mundos quanto átomos em dez números indescritíveis de dezenas de quintilhões de terras búdicas, todos tremeram de seis maneiras e choveram chuvas de nuvens de todas as flores que superam as dos céus, assim como nuvens de perfumes, incensos, mantos, dosséis, estandartes, flâmulas, joias e todos os tipos de enfeites; choveu nuvens de música, nuvens de seres iluminados, nuvens de formas físicas de budas incontáveis, nuvens de louvores infinitos aos budas, nuvens de vozes de budas preenchendo todos os universos, nuvens incontáveis de mundos magicamente organizados, nuvens incontáveis desenvolvendo a iluminação, nuvens incontáveis de luz brilhando, e nuvens incontáveis de manifestações místicas expondo o Ensinamento.

Como neste mundo, no local da iluminação, sob a árvore da iluminação, no palácio do ser iluminado, o Buda, o Completamente Iluminado, foi visto expondo este ensinamento, assim foi em todos os mundos nas dez direções. Então, devido ao poder espiritual do Buda, bem como pela lei natural, vieram a esta terra tantos grandes seres iluminados quanto átomos em dez terras búdicas de cada uma das dez direções, de além tantos mundos quanto átomos em dez infinidades de terras búdicas. Preenchendo as dez direções, eles falaram estas palavras ao Bem Universal [Samantabhadra]; 'É muito bom, Filho de Buda, que você possa explicar este profundo ensinamento da entrega da profecia da iluminação, a maior promessa dos budas. Todos nós somos chamados de Bem Universal, assim como você, e cada um veio a esta terra de um mundo chamado Excelência Universal, da companhia de budas chamada Representante da Liberdade da Universalidade. Todos, pelo poder espiritual de Buda, expõem este ensinamento, com tais assembleias e tais declarações, todos iguais, sem aumento nem diminuição. Todos nós viemos a este local de iluminação pelo poder espiritual do Buda para sermos suas testemunhas. Como nós, inúmeros seres iluminados, servimos como testemunhas neste local de iluminação, o mesmo acontece em todos os mundos nas dez direções."

### Pavilhão de Jetavana (Livro 39)
Este é o Gaṇavavyūha Sūtra, que contém a história da carreira espiritual do bodisatva Sudhana, seu estudo sob numerosos professores e sua libertação inconcebível.

## Sutras individuais

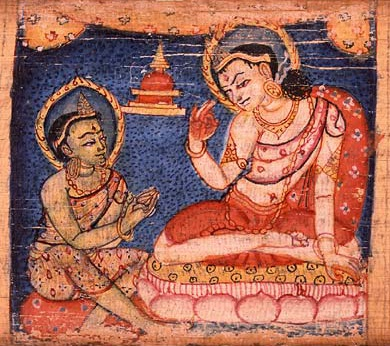
Sudhana aprendendo com um dos cinquenta e dois professores ao longo de sua jornada em direção à iluminação. Manuscrito sânscrito, século XI-XII.

Pelo menos duas partes da coletânea Avatamsaka também circulou como sutras individuais: o Sutra dos Dez Estágios e o Sutra do Arranjo de Flores. Esses dois sutras também sobreviveram individualmente no original sânscrito (enquanto o restante do Avatamsaka apenas sobrevive na tradução).

### Sutras dos Dez Estágios
O sutra também é conhecido por sua descrição detalhada do curso da prática do bodisatva através de dez estágios em que o Sutra dos Dez Estágios, ou Daśabhūmika Sūtra (十地經, em tibetano: Wylie: 'phags pa sa bcu pa'i mdo), é o nome dado a este capítulo do Avataṃsaka Sūtra. Este sutra dá detalhes sobre os dez estágios (bhūmis) de desenvolvimento um bodisatva deve passar para alcançar a iluminação suprema. Os dez estágios também são representados no Lakkāvatāra Sūtra e no Śūraggama Sūtra. O sutra também aborda o tema do desenvolvimento da "aspiração à Iluminação" (bodicita) para atingir a budeidade suprema.

### O Sutra do Arranjo de Flores
O último capítulo do Avatamsaka circula como um texto separado e importante conhecido como o Gaṇavavyūha Sutra (arranjo de flores, ou "buquê"; 入法界品 "Entrando no Reino do Dharma"). Considerado o "clímax" do texto maior, esta seção detalha a peregrinação do leigo Sudhana a várias terras (mundanas e supra-mundanas) a mando do bodhisattva Mañjuśrī encontrar um amigo espiritual que o instrua nos caminhos de um bodisatva. Segundo Luis Gomez, esse sutra também pode ser "considerado emblemático de toda a coleção."

Apesar do primeiro estar no final do Avataṃsaka, o Gaṇavavyūha e os Dez Estágios são geralmente acreditados como sendo os capítulos escritos mais antigos do sutra.
- À esquerda, pintura da Dinastia Goryeo de Avalokiteshvara da Lua-d'Água,[31] segurando um ramo de salgueiro.[32] Na China, sob o nome de Guan Yin, ele foi femininizado.[32] O símbolo do véu de luar e reflexo nas águas como emanação da Compaixão, atributo de Avalokiteshvara, aparece em versos do Avatamsaka Sutra:[31]

"Com uma grande rede de luz, removo o sofrimento dos seres sencientes causado pela febre das miríades de paixões."

"Assim como a lua no céu
Supera as estrelas e parece crescer e minguar,
Mostra seu reflexo em todas as águas,
E aparece face a face com aqueles que a contemplam,
Assim também a lua clara de Buda
Ofusca outros veículos, mostrando extensão e brevidade,
Aparecendo na clara mente-água de humanos e deuses
E parecendo estar presente a todos"

"O bodisatva é como o sol e a lua brilhantes.
Um espelho branco brilhante aparece suspenso no céu.
A sombra da lua reflete em inúmeros rios,
Mas a entidade nos céus não se mistura com a água.
Assim são os ensinamentos puros do bodisatva.
Ele aparece na água das mentes de todos os seres,
Mas não se mistura com o mundo"
- À direita, versão em que a deusa segura uma haste de lótus,[32] em uma ilustração em ouro do Avatamsaka Sutra feita em 1337 durante a Dinastia Goryeo. Sudhana, no capítulo final do sutra (Entrada no Reino da Realidade), encontra progressivamente deusas compassivas, com iluminação e domínios cada vez maiores:[26]

"houve um éon chamado Não Realização, no qual servi oitenta e quatro mil duodecilhões de budas; houve um éon chamado Bela Luz, no qual servi tantos budas quanto átomos neste continente;"

"Ela usava uma crista sagrada adornada com o orbe da lua, e seu corpo mostrava reflexos de todas as estrelas e constelações. Ele também viu em seus poros todos os seres sencientes que haviam sido libertados por ela das calamidades de circunstâncias desfavoráveis, males e condições miseráveis. Ele também viu em seus poros todos os seres sencientes que ela havia estabelecido no céu, e todos os que ela havia aperfeiçoado na iluminação dos ouvintes e iluminados individuais, e na onisciência. Ele também viu em seus poros todos os vários meios, incorporações e aparências que ela assumiu para aperfeiçoá-los. Ele também ouviu vindo de seus poros os vários enunciados que ela usava para ensiná-los e desenvolvê-los. Ele também percebia em seus poros a sincronização, a adaptação às inclinações e interesses dos seres sencientes, as práticas iluminadoras, meios contundentes, formas de transformação mística através da concentração, poderes, estados, observações, contemplações, projeções místicas, poderosas expansões da grande pessoa e maestrias livres da libertação pelos quais foram aperfeiçoados."

"Ele viu a deusa da noite sentada em um grande assento de lótus cheio de diamantes iluminando as moradas em todas as cidades, acompanhada por um número incontável de deusas da noite, com um corpo aparecendo para os seres em todos os reinos, com um corpo igual em forma a todos os seres, com um corpo que aparece a todos os seres, com um corpo imaculado por todos os mundos, com um corpo igual a todos os seres em número de manifestações, com um corpo que transcende todos os mundos, com um corpo adaptado para desenvolver e guiar todos os seres, com um corpo proclamando a verdade em todos os reinos, com um corpo alcançando todos os lugares, com um corpo finalmente livre de obstruções, com um corpo da essência daqueles que chegam à Talidade, com um corpo guiando todos os seres para a perfeição final."

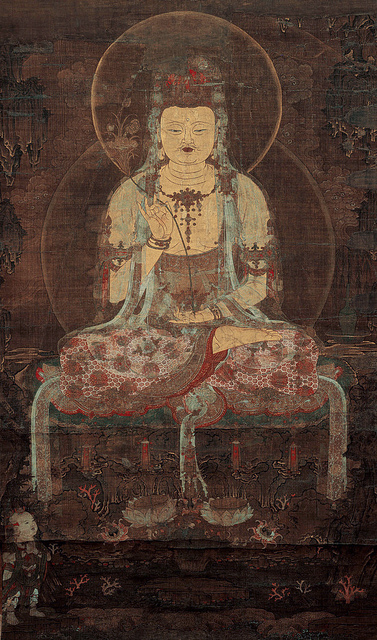
À esquerda, pintura da Dinastia Goryeo de Avalokiteshvara da Lua-d'Água, segurando um ramo de salgueiro. Na China, sob o nome de Guan Yin, ele foi femininizado. O símbolo do véu de luar e reflexo nas águas como emanação da Compaixão, atributo de Avalokiteshvara, aparece em versos do Avatamsaka Sutra: "Com uma grande rede de luz, removo o sofrimento dos seres sencientes causado pela febre das miríades de paixões." "Assim como a lua no céu Supera as estrelas e parece crescer e minguar, Mostra seu reflexo em todas as águas, E aparece face a face com aqueles que a contemplam, Assim também a lua clara de Buda Ofusca outros veículos, mostrando extensão e brevidade, Aparecendo na clara mente-água de humanos e deuses E parecendo estar presente a todos" "O bodisatva é como o sol e a lua brilhantes. Um espelho branco brilhante aparece suspenso no céu. A sombra da lua reflete em inúmeros rios, Mas a entidade nos céus não se mistura com a água. Assim são os ensinamentos puros do bodisatva. Ele aparece na água das mentes de todos os seres, Mas não se mistura com o mundo"
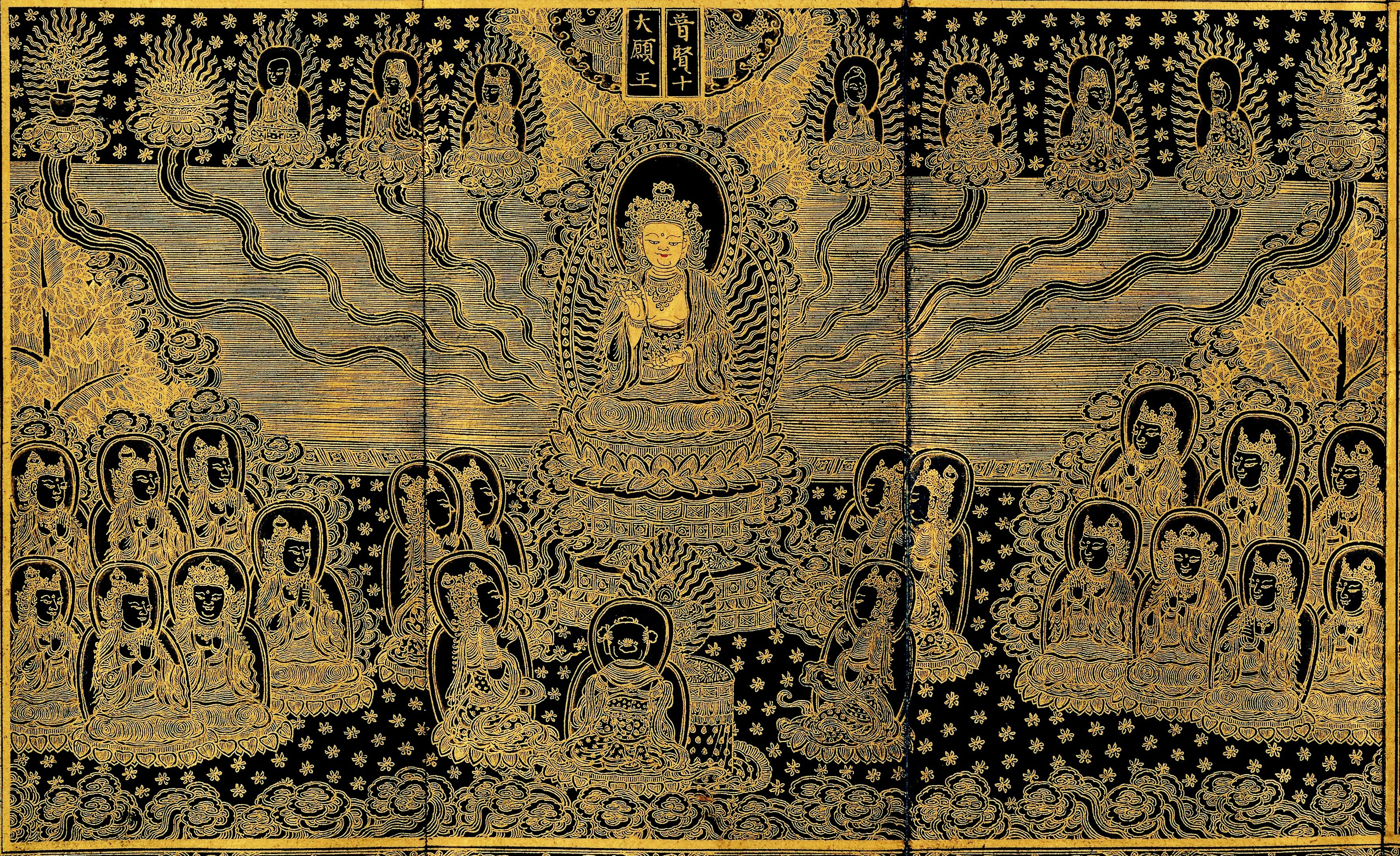
À direita, versão em que a deusa segura uma haste de lótus, em uma ilustração em ouro do Avatamsaka Sutra feita em 1337 durante a Dinastia Goryeo. Sudhana, no capítulo final do sutra (Entrada no Reino da Realidade), encontra progressivamente deusas compassivas, com iluminação e domínios cada vez maiores: "houve um éon chamado Não Realização, no qual servi oitenta e quatro mil duodecilhões de budas; houve um éon chamado Bela Luz, no qual servi tantos budas quanto átomos neste continente;" "Ela usava uma crista sagrada adornada com o orbe da lua, e seu corpo mostrava reflexos de todas as estrelas e constelações. Ele também viu em seus poros todos os seres sencientes que haviam sido libertados por ela das calamidades de circunstâncias desfavoráveis, males e condições miseráveis. Ele também viu em seus poros todos os seres sencientes que ela havia estabelecido no céu, e todos os que ela havia aperfeiçoado na iluminação dos ouvintes e iluminados individuais, e na onisciência. Ele também viu em seus poros todos os vários meios, incorporações e aparências que ela assumiu para aperfeiçoá-los. Ele também ouviu vindo de seus poros os vários enunciados que ela usava para ensiná-los e desenvolvê-los. Ele também percebia em seus poros a sincronização, a adaptação às inclinações e interesses dos seres sencientes, as práticas iluminadoras, meios contundentes, formas de transformação mística através da concentração, poderes, estados, observações, contemplações, projeções místicas, poderosas expansões da grande pessoa e maestrias livres da libertação pelos quais foram aperfeiçoados." "Ele viu a deusa da noite sentada em um grande assento de lótus cheio de diamantes iluminando as moradas em todas as cidades, acompanhada por um número incontável de deusas da noite, com um corpo aparecendo para os seres em todos os reinos, com um corpo igual em forma a todos os seres, com um corpo que aparece a todos os seres, com um corpo imaculado por todos os mundos, com um corpo igual a todos os seres em número de manifestações, com um corpo que transcende todos os mundos, com um corpo adaptado para desenvolver e guiar todos os seres, com um corpo proclamando a verdade em todos os reinos, com um corpo alcançando todos os lugares, com um corpo finalmente livre de obstruções, com um corpo da essência daqueles que chegam à Talidade, com um corpo guiando todos os seres para a perfeição final."

Ao final, Sudhana é apresentado a apresentações mágicas do cosmos por Maitreya e culmina com a visão da suprema budeidade Samantabhadra, o "Universalmente Bom":
"Ele também viu conjuntos imensuráveis de reflexos nos espelhos, reflexos de assembleias de budas, círculos de seres iluminados, congregações de discípulos, grupos de auto-iluminados, terras contaminadas, terras puras, terras contaminadas e puras, reflexos de todos os budas em um mundo, mundos com budas, mundos pequenos, mundos grandes, mundos sutis, mundos grosseiros, mundos na rede cósmica de Indra, mundos invertidos, mundos nivelados, mundos de infernos, animais e fantasmas, mundos cheios de celestiais e humanos. Ele também viu inúmeros seres iluminados nos passeios ou sentados em seus assentos, engajados em várias atividades. Alguns estavam andando, alguns estavam fazendo exercícios espirituais, alguns praticavam observação, alguns projetavam compaixão universal, alguns trabalhavam em várias ciências relacionadas ao bem-estar do mundo, alguns instruíam, alguns recitavam, alguns estavam escrevendo, alguns estavam fazendo perguntas, alguns estavam engajados no amadurecimento da conduta, concentração e conhecimento, alguns estavam fazendo votos."
"Ele viu nuvens de raios de luz tão numerosos quanto átomos em todas as terras búdicas emanarem de cada um dos poros do Universalmente Bom e iluminar todos os mundos em todo o espaço do cosmos, aliviando a dor de todos os seres. Ele viu tantas auras de luz quanto átomos em todas as terras búdicas emanarem do corpo do Universalmente Bom, aumentando o êxtase de todos os seres iluminados. Ele viu nuvens de chamas perfumadas de várias cores emanarem da cabeça e dos poros do Universalmente Bom, permeando as audiências de todos os budas e chovendo sobre eles. Ele viu tantas nuvens de todos os tipos de flores quanto átomos em todas as terras búdicas emanarem de cada um dos poros do Universalmente Bom, enchendo as audiências de todos os Budas e chovendo sobre eles. (...) Ele viu tantas multidões de seres iluminados quanto átomos em todas as terras búdicas emanarem de cada poro, em toda e cada terra búdica ilustrando os oceanos de votos de todos os seres iluminados para a perfeição da prática de seres iluminadores universalmente bons. Ele viu tantas nuvens de práticas do ser iluminador Universalmente Bom quanto átomos em todas as terras búdicas emanarem de cada poro, chovendo chuvas de realização dos desejos de todos os seres, aumentando a enchente de alegria da obtenção da onisciência. Ele também viu tantas nuvens de perfeita iluminação quanto átomos em todas as terras búdicas emanarem de todos os poros, mostrando a iluminação perfeita em todas as terras búdicas, aumentando a grande energia espiritual da obtenção da onisciência. (...) [Disse Universalmente Bom] 'Olhe para este corpo que alcancei, produzido ao longo de infinitos éons, difícil de aparecer mesmo em decilhões de éons, difícil de ver. Seres que não plantaram raízes de bondade não podem nem ouvir falar de mim, muito menos me ver.'"

## Tradução
O Avataṃsaka Sūtra foi traduzido em sua totalidade da edição Śikṣānanda por Thomas Cleary, e foi dividido originalmente em três volumes. A última edição, de 1993, está contida em um grande volume único, abrangendo 1656 páginas.
- A Escritura Do Ornamento Da Flor: Uma tradução do Avatamsaka Sūtra (1993) de Thomas Cleary, ISBN 0-87773-940-4

Além da tradução de Thomas Cleary, City of Ten Thousand Buddhas está traduzindo o Avataṃsaka Sūtra junto com um longo comentário do Venerável Hsuan Hua. Atualmente, mais de vinte volumes estão disponíveis, e estima-se que possa haver 75-100 volumes na edição completa.